# Акариформні кліщі
Акариформні кліщі (Acariformes) — надряд кліщів. Описано понад 32000 видів у 351 родині, але за оцінками дослідників існує від 400 тис. до 1 млн видів. Для кліщів цього надряду характерний анаморфоз — добудовування сегментів в ході життя.

## Опис

### Будова щетинок
У складі  кутикули, що покриває щетинки акариформних кліщів, присутній шар актінохітину, який викликає подвійне променезаломлення плоскополярізованного світла. Ця ознака, а також наявність трихоботрии і деякий інших чутливих щетинок відрізняє представників даного надряду від інших груп кліщів і вказує на  монофілії цієї групи.

## Класифікація
- Саркоптиформні кліщі (Sarcoptiformes)
  - Ряд Actinedida (2146 родів, 19590 видів)[1]
    - Підряд Endeostigmata (30 родів, 76 видів)
    - Підряд Eupodina (251 рід, 1974 видів)
    - Підряд Labidostommatina (7 родів, 37 видів)
    - Підряд Anystina (53 роди, 215 видів)
    - Підряд Parasitengona (930 родів, 8796 видів)
    - Підряд Eleutherengona (878 родів, 8492 видів)
      - Секція Raphignathae
      - Секція Heterostigmata

  - Ряд Astigmata (Acaridida; 1096 родів, 3419 видів)[2]
    - Підряд Acaridia
      - у том числі, надродина Acaroidea

    - Підряд Psoroptidia

  - Ряд Oribatida ([3] — 1274 родів, 6658 видів[4], або підряд (Schatz et al. 2011)
    - Підряд Brachypylina
      - Інфраряд Poronoticae (Parakalummidae і інші)
      - Інфраряд Pycnonoticae

    - Підряд Enarthronota
    - Підряд Holosomata (Desmonomata)
    - Підряд Mixonomata
      - Інфраряд Dichosomata
      - Інфраряд Euptyctima
        - в тому числі, надродина?Mesoplophoroidea (або в Hypochthonioidea згідно з Norton & Behan-Pelletier (2009: 440))[5]

    - Підряд Palaeosomata
      - †incertae sedis (рода: †Marcvipeda — †Gradidorsum — †Stieremaeus)

    - Підряд Parhyposomata
- Тромбідіформні кліщі (Trombidiformes) (або ряд)
  - Ряд Prostigmata
  - Ряд Sphaerolichida